# Новрузов, Нураддин
Нураддин Новрузов (азерб. Nürəddin Novruzov; род. 2003) — азербайджанский борец вольного стиля, выступающий в весовой категории до 61 кг. Бронзовый призёр чемпионата Европы 2024 года, чемпион Азербайджана среди взрослых (2023).

## Биография
В августе 2021 года в Уфе на чемпионате мира среди юниоров Нураддин Новрузов занял пятое место в весовой категории до 57 кг, уступив в схватке за бронзу Ассылжану Эссенгелды из Казахстана.
В марте 2023 года Новрузов занял 5-е место на чемпионате Европы среди спортсменов до 23 лет, который прошёл в столице Румынии Бухаресте, уступив в поединке за бронзу (весовая категория до 57 кг) Эдику Арутюняну из Армении.
В декабре 2023 года Новрузов, выступая за Гянджу, выиграл чемпионат Азербайджана среди взрослых (весовая категория до 61 кг), одолев в финале Руслана Абдуллаева.
В январе 2024 года Новрузов занял третье место на рейтинговом турнире в хорватском Загребе, уступив в полуфинале борцу с Украины.
В феврале 2024 года Новрузов выступил на чемпионате Европы среди взрослых в Бухаресте, где в первой встрече одолел чемпиона Европы 2022 года Владимира Егорова из Северной Македонии, а в 1/8 финала — турка Наби Узуна. В четвертьфинале Новрузов уступил чемпиону мира 2021 года россиянину Абасгаджи Магомедову, выступавшему в статусе нейтрального спортсмена. Выход Магомедова финал, дал Новрузову шанс побороться за бронзу. В утешительной схватке Новрузов одолел Нильса Лутерта из Швейцарии, а в схватке за бронзу — трёхкратного призёра чемпионатов Европы Георгия Вангелова из Болгарии.
В мае 2024 года Нураддин Новрузов выиграл бронзу на чемпионате Европы среди спортсменов до 23 лет в Баку.
В декабре 2024 года завоевал золотую медаль на турнире памяти Нуркена Абдирова в Караганде (Казахстан).
В апреле 2025 года принял участие на чемпионате Европы в Братиславе, но в первой же схватке проиграл Зелимхану Абакарову из Албании.